# Агзамов, Юлдаш
Юлдаш Агзамов (узб. Yoʻldosh Aʼzamov; 1909 — 1985) — советский и узбекский актёр, кинорежиссёр, театральный режиссёр. Народный артист СССР (1979).

## Биография
Юлдаш Агзамов родился 10 мая 1909 года в Ташкенте (ныне — в Узбекистане).
С 1926 по 1930 год — актёр на киностудиях «Совкино» и «Востоккино».
В 1930 году окончил актёрский факультет Государственного техникума кинематографии (ныне Всероссийский государственный университет кинематографии имени С. А. Герасимова) (мастерская С. Комарова и Ф. Никитина. 
С 1930 года — актёр и режиссёр киностудии треста «Узбекгоскино» (позже — киностудия «Узбекфильм») (Ташкент). Автор-режиссёр ряда агитационных фильмов, выпустил выше ста хроникальных фильмов и документальных киноочерков.
В конце 1930-х годов — режиссёр Ташкентского ТЮЗа (ныне Молодёжный театр Узбекистана), художественный руководитель Республиканского театра кукол (оба — Ташкент). В ТЮЗе поставил спектакли «Белеет парус одинокий» по В. Катаеву, «Наше оружие» А. Крона, «В стороне».
С 1939 года — режиссёр-постановщик киностудии «Узбекфильм».
Член Союза кинематографистов Узбекской ССР.
Член КПСС с 1946 года.
Скончался 16 июня 1985 года в Ташкенте. Похоронен на Чигатайском кладбище.

## Награды и звания
- Заслуженный деятель искусств Узбекской ССР (13.11.1964)[4]
- Народный артист Узбекской ССР (1970)
- Народный артист СССР (1979)
- Государственная премия Узбекской ССР имени Хамзы (1970) — за постановку фильма «Минувшие дни»[5]
- Орден Октябрьской Революции
- Орден «Знак Почёта» (1959)
- Медаль «За трудовое отличие» (1951)[6]
- Медали
- Почётные грамоты Президиума Верховного Совета Узбекской ССР.

## Фильмография

### Актёрские работы
- 1927 — Аня
- 1930 — Земля жаждет — Курбан-Гелды
- 1930 — Последний бек
- 1931 — Подъём
- 1966 — Колокол Саята — Хаким-домла
- 1968 — Парень и девушка
- 1969 — Минувшие дни — эпизод
- 1971 — Горячие тропы — эпизод

### Режиссёр
- 1935 — Клыч
- 1941 — Узбекский киноконцерт
- 1945 — Тахир и Зухра (совм. с Н. Ганиевым)
- 1956 — Во имя счастья (совм. с В. Алениным)
- 1958 — Рыбаки Арала
- 1958 — Очарован тобой
- 1959 — Фуркат
- 1961 — Отвергнутая невеста
- 1963 — Дорога за горизонт
- 1963 — Пятеро из Ферганы
- 1965 — Листок из блокнота
- 1966 — Колокол Саята
- 1969 — Минувшие дни
- 1971 — Горячие тропы
- 1973 — Побег из тьмы
- 1976 — Ради других
- 1979 — Отцовский наказ
- 1981 — Большая короткая жизнь
- 1983 — Пароль — «Отель Регина» (совм. с З. Ройзманом)

### Второй режиссёр фильмов
- 1942 — Пауки
- 1945 — Пропавший без вести[3]

### Режиссёр агитационных фильмов
- «Как надо собирать хлопок»
- «Пионеры — за хлопок»
- «Колхозный той»
- «Биография Узбекской ССР»
- «Комсомольский край»
- «Живая вода»